# Rhinopalpa helionice
Rhinopalpa helionice är en fjärilsart som beskrevs av Hans Fruhstorfer 1913. Rhinopalpa helionice ingår i släktet Rhinopalpa och familjen praktfjärilar. Inga underarter finns listade.